# Bromelia alsodes
Bromelia alsodes là một loài thực vật có hoa trong họ Bromeliaceae. Loài này được H.St.John mô tả khoa học đầu tiên năm 1965.